# Křižanov u Branic
Křižanov, bis 1924 Křížanov (deutsch Krischanow, früher Křižanow) ist eine Gemeinde in Tschechien. Sie liegt sechs Kilometer südlich von Milevsko in Südböhmen und gehört zum Okres Písek.

## Geographie

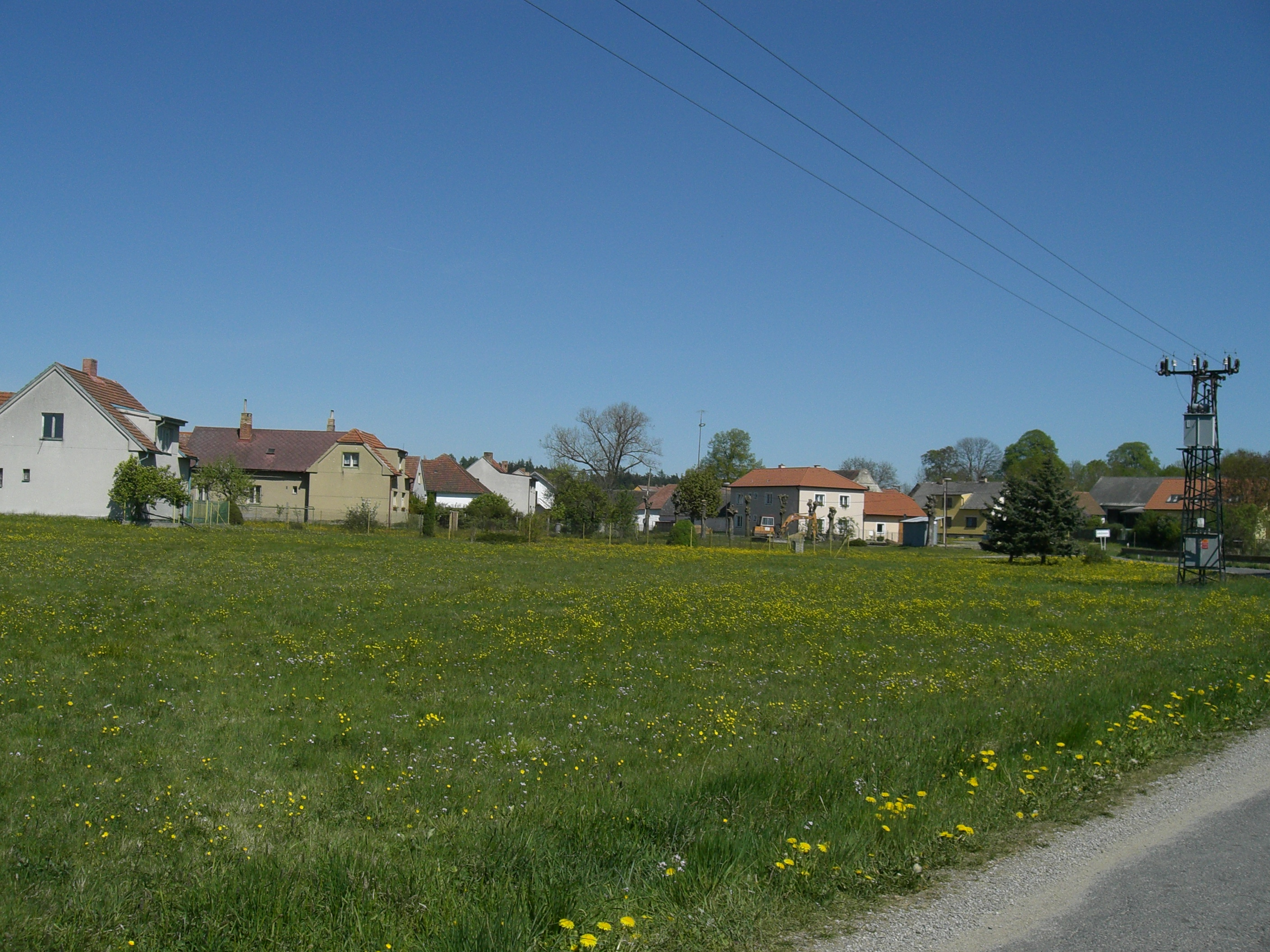
Ortsansicht

Křižanov befindet sich im Süden der zum Mittelböhmischen Hügelland gehörigen Milevská pahorkatina. Das Dorf liegt im Quellgebiet des Baches Křižanovský potok, der südwestlich von Křižanov im Teich Veselský rybník in den Bilinský potok (Borowaner Bach) einmündet. Gegen Nordwesten befindet sich der Teich Velký Prachovský rybník, dahinter verläuft die Bahnstrecke Tábor–Písek. Nördlich erheben sich die Lomy (518 m), im Nordosten der Vlčí vrch (517 m), südöstlich die Kupa (503 m), im Süden die Na Vartě (480 m) und im Westen die Obora (570 m). Westlich von Křižanov verläuft die Staatsstraße II/105 zwischen Milevsko und Bernartice, von der eine Stichstraße in den Ort führt.
Nachbarorte sind Líšnice im Norden, Sepekov und Zálší im Nordosten, Hanov und Zběšičky im Osten, Popovec, Ráb, Kolíšov und Jestřebice im Südosten, Bernartice und Bilina im Süden, V Soudném, Veselíčko und U Zárubů im Südwesten, Stehlovice, Skalka, Branice und Prachov im Westen sowie Laňka, Ostrov, Libeňák, Zalarna und Rukáveč im Nordwesten.

## Geschichte
Křižanov gehörte wahrscheinlich seit dem 13. Jahrhundert zu den Besitzungen des Prämonstratenserklosters Mühlhausen. Das Kloster wurde am 23. April 1420 von den Hussiten zerstört, wobei auch alle Urkunden verloren gingen. Danach schlug der Klingenberger Burggraf Jan Hájek von Hodětín die verwaisten Klostergüter der königlichen Herrschaft Klingenberg zu. Nachdem im Jahre 1430 Hussiten die Burg Klingenberg belagerten, verpfändete König Sigismund die Herrschaft 1431 an Ulrich II. von Rosenberg, weil er befürchtete, dass sein Burggraf Kunata Kapléř recht bald zu den Aufständischen überlaufen würde. Heinrich V. von Rosenberg, der die überschuldete Herrschaft 1472 übernommen hatte, verkaufte am 28. September 1473 ein Viertel der Besitzungen des Hauses Rosenberg, darunter auch das Klingenberger Pfand, seinem Vetter Bohuslav V. von Schwanberg.
Die erste schriftliche Erwähnung von Křižanov stammt aus dem Jahre 1488. Nachdem Christoph von Schwanberg 1534 verstorben war, erfolgte 1540 eine Teilung der Klingenberger Güter, wobei sein zweitältester Sohn Johann von Schwanberg die Herrschaft Mühlhausen erhielt. Zu dieser gehörten neben Křižanov u. a. auch die Dörfer Stehlovice, Bilina, Branice, Veselí, Rukáveč, Velká, Kučeř und Květov. Im Jahre 1559 erbte Johanns Sohn Christoph von Schwanberg die Herrschaft Mühlhausen. Nach dem Tode seines Onkels Heinrich fiel ihm 1574 auch die Herrschaft Klingenberg zu. Am 1. Dezember 1575 verkaufte er die Dörfer Veselí, Křižanov und Bilina, das Gut Kdešičky sowie Anteile von Kluky und Klucké Březí an Bohuslav Kalenitzky von Kalenitz auf Chřešťovice, der diese zu einem Gut zusammenschloss und in Veselí einen Herrensitz errichten ließ. Nach seinem Tode wurde das Allodialgut Veselí 1600 seinen beiden Söhnen zugeschrieben. Im Jahre 1630 erfolgte in der Landtafel die Überschreibung an Adalbert Hynko von Sternberg, dabei wurde das Gut zur Unterscheidung vom gleichnamigen Veselí, das ebenfalls im Bechiner Kreis lag, in Veselíčko umbenannt. Kurz darauf erwarb Franz von Sternberg auf Bechin das Gut. Dieser überließ Veselíčko 1635 dem Erzieher seiner Kinder, Alexander Günterthal (Ghindertael bzw. van Gindertael). Dessen Erben verkauften das Gut 1661 an Jodocus Wulff Ritter von Schwartzenwolf. Die Familie Wulff von Schwartzenwolf verkaufte das Gut 1751 Anton Chlumčanský von Přestavlk und Chlumčan. Im Jahre 1783 veräußerte der kinderlose Johann Nepomuk Chlumčanský das Gut Veselíčko seinem Schwager Josef Bretfeld zu Kronenburg. Im Jahre 1792 wurde der Schulunterricht in Veselíčko aufgenommen. 1797 wurde in Veselíčko eine Expositur der Pfarre Bernartice und 1801 ein Kaplanat eingerichtet. 1820 erbte Josef Bretfelds Sohn Franz Josef Freiherr von Bretfeld-Chlumčanský zu Kronenburg Veselíčko. Franz Josef Bretfeld zu Kronenburg verstarb 1839 kinderlos in Wien, das Erbe fiel seinen beiden Neffen zu. Im Jahre 1840 bestand Křižanow aus 29 Häusern mit 202 Einwohnern, darunter zwei Israelitenfamilien. Im Dorf bestand ein Wirtshaus. Die Haupterwerbsquelle bildete die Landwirtschaft. Pfarrort war Weseličko. Am 1. Mai 1843 verkauften Bretfeldschen Erben das Gut an Johann Nepomuk Nádherný. Bis zur Mitte des 19. Jahrhunderts blieb das Dorf immer dem Allodialgut Weseličko untertänig.
Nach der Aufhebung der Patrimonialherrschaften bildete Křižanov / Křižanow mit dem Ortsteil Bilina ab 1850 eine Gemeinde im Bezirk und Gerichtsbezirk Milevsko. Am 20. November 1889 nahm die Bahnstrecke Tábor – Milevsko – Písek – Ražice den Verkehr auf. 1890 löste Bilina sich von Křižanov los und bildete eine eigene Gemeinde. Die Freiwillige Feuerwehr gründete sich 1898. Im Jahre 1901 verkaufte die Familie Nádherný das Gut an den Unternehmer Ferdinand Přibyl. 1948 wurde die Familie Přibyl enteignet. Nach der Aufhebung des Okres Milevsko wurde Křižanov Ende 1960 dem Okres Písek zugeordnet und 1961 nach Branice eingemeindet. Křižanov löste sich zum 1. Juli 1990 wieder von Branice los und bildete eine eigene Gemeinde. Von den 45 Häusern des Dorfes sind heute 30 dauerhaft bewohnt, weitere 15 werden zur Erholung genutzt. Křižanov ist nur über eine Stichstraße IV. Ordnung zu erreichen.

## Gemeindegliederung
Für die Gemeinde Křižanov sind keine Ortsteile ausgewiesen.

## Sehenswürdigkeiten
- Pestsäule mit Statue der Jungfrau Maria mit dem Jesuskind, errichtet 1678
- Kapelle der Jungfrau Maria von Sepekov auf dem Dorfplatz, das Bauwerk mit markanter Turmglocke entstand in der zweiten Hälfte des 18. Jahrhunderts
- Zwei Wegkreuze an der Zufahrtsstraße

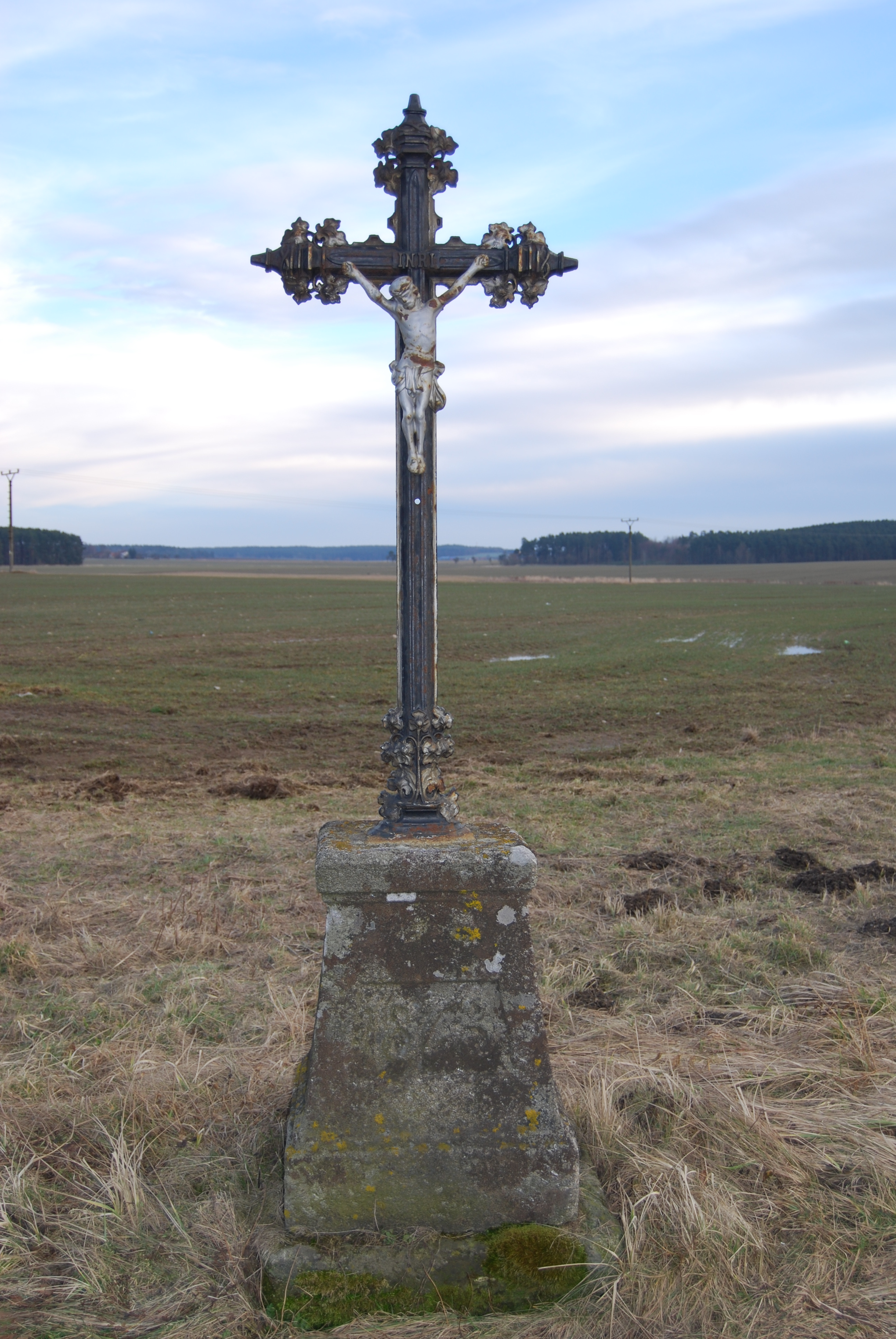
Wegkreuz an der Zufahrtsstraße
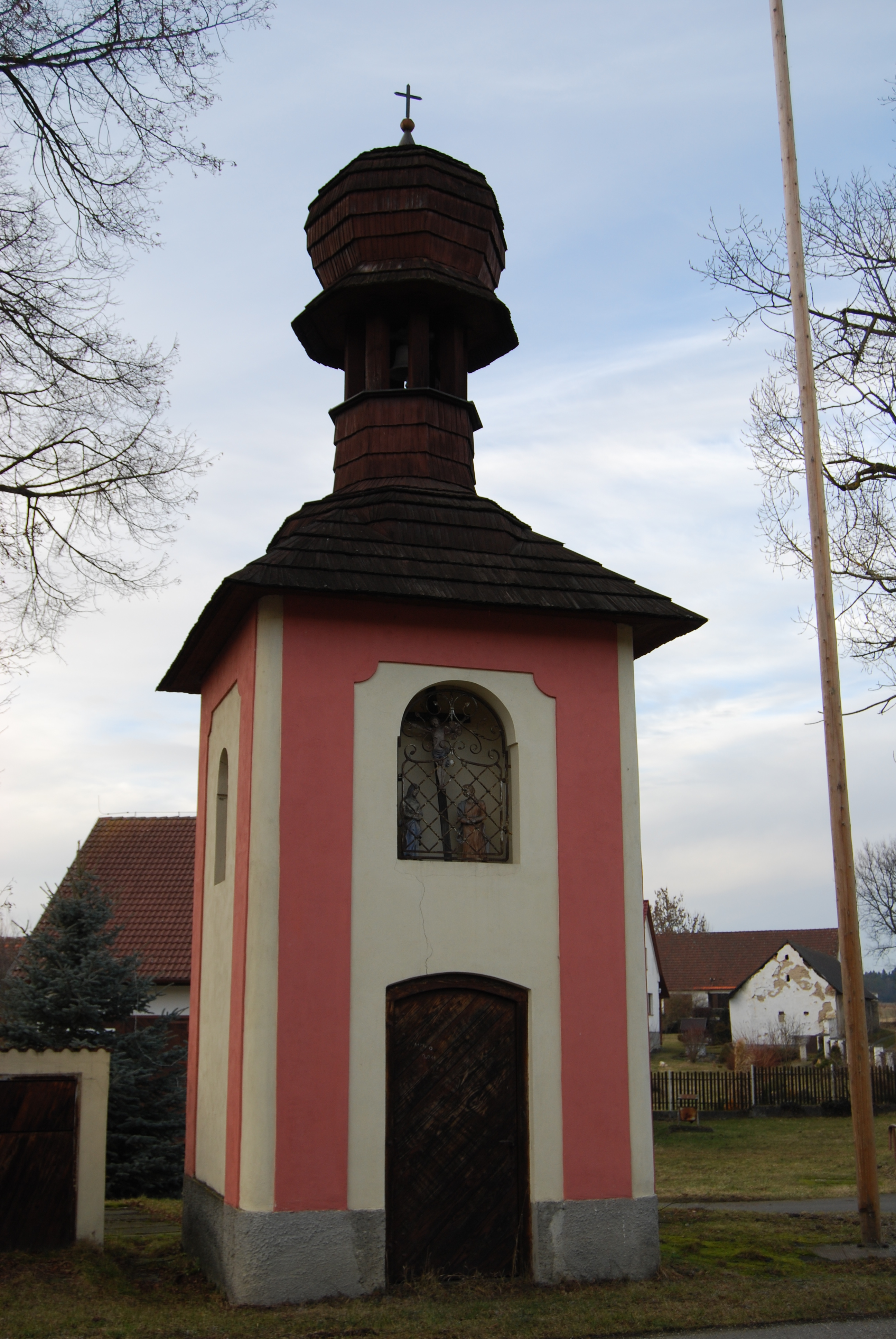
Kapelle der Jungfrau Maria von Sepekov
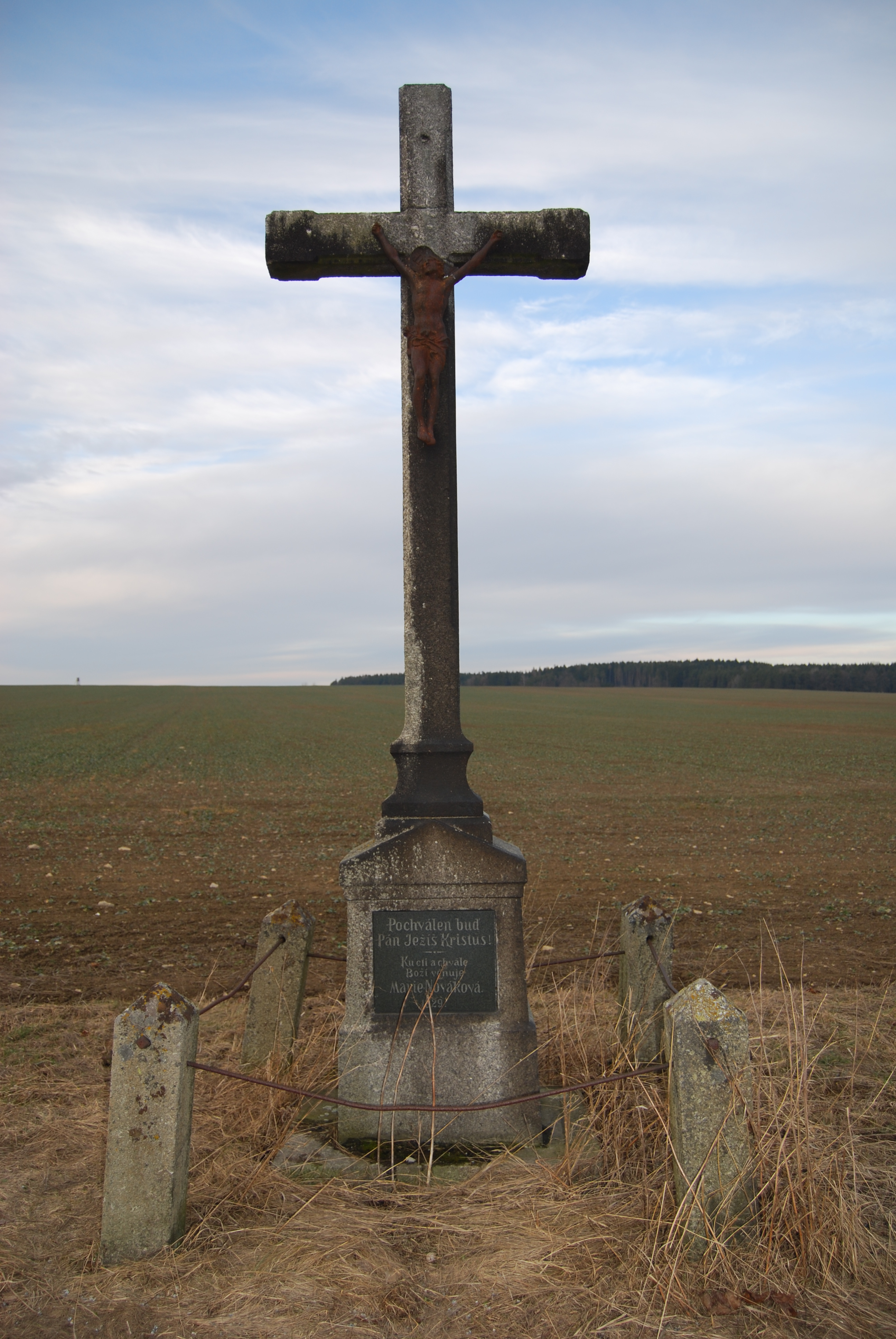
Weiteres Wegkreuz an der Zufahrtsstraße